# Љиљана Чаловска
Лиљана Чаловска (Софија, 3. децембар 1920 — Скопље, 20. јул 1997) била је македонска књижевница, учесница Народноослободилачке борбе и друштвено-политичка радница СР Македоније.

## Биографија
Рођена је 1920. године у Софији, у породици битољског фармацеута и револуционара Ахила Чаловског. За време студија на Филозофском факултету у Београду, била је активна учесница студентског револуционарног покрета и чланица у организацијама македонских студената.
Чланицом КПЈ постала је 1940. године, а од 1941. се придружила Народноослободилачком покрету. Била је једна од делегата из Македоније на Другом заседању АВНОЈ-а новембра 1943. године. Поред тога, била је један од организатора и руководитељка Првог конгреса Народноослободилачког омладинског савеза Македоније, одржаног 21. децембра 1944. у Фуштанима. Била је делегат на Првом заседању АСНОМ-а у августу 1944. године, где је изабрана у Председништво АСНОМ-а.
Након завршетка рата била је народни посланик у Собрању НР Македоније и Народној скупштини ФНРЈ.
Била је позната и као прва жена Лазара Колишевског.
Одликована је Орденом народног ослобођења 27. новембра 1953. године.

## Стваралаштво
Чаловска је била чланица Друштва писаца Македоније. Ауторка је седам збирки поезије:
- "Бдење за Вијетнам" (1967)
- "Антидневник" (1971)
- "Пребир" (1972)
- "Пергел" (1974)
- "Повесница" (1977)
- "Померанске песме" (1981)
- "Стихови" (1981)

Три њене приповетке заступљене су у македонској антологији кратких прича „Патуљак у земљи мака“ (Темплум, 2022).